# Playboy
Pour les articles homonymes, voir Playboy (homonymie).
Playboy est un magazine de la presse masculine américain fondé à Chicago en 1953 par Hugh Hefner. Il est connu pour ses photographies érotiques et ses playmates, mais aussi pour certains de ses articles.
Le magazine est géré par Playboy Enterprises qui tire son chiffre d'affaires de la télévision, de l'édition de magazines, d'Internet et des produits dérivés de sa marque. Le numéro du printemps 2020 est le dernier, après 66 ans de présence dans les kiosques, le groupe privilégiant dorénavant sa présence sur Internet.
Playboy a été édité dans de nombreux pays. Une édition française est apparue en 1973 et a connu plusieurs interruptions de publication.

## Histoire et évolution du magazine

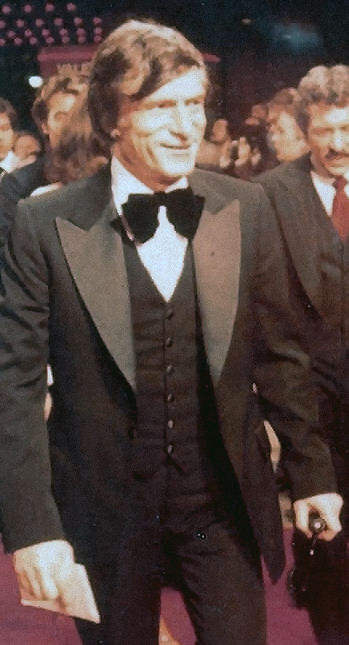
Hugh Hefner en 1979.

Playboy est créé en 1953 par Hugh Hefner, dans sa ville natale de Chicago dans l'Illinois où il fonde le 1er octobre 1953 son entreprise d'édition, HMH Publishing Corporation (HMH étant les initiales d'Hugh Marston Hefner) avec pour tout capital 3 000 dollars et un budget de lancement réduit (600 dollars d'apport personnel et 8 000 dollars d'actions cédées à des amis). Il s’agit d’un mensuel avec des photos de femmes nues, ainsi que des articles sur la mode et l'art de vivre. Après plusieurs idées de titres — Stag Party, The Gentlemen's Club,  Top Hat, Sir,  Satyr, Pan, Bachelor —, Hugh Hefner et son associé Eldon Sellers s'arrêtent sur le titre de Playboy.
Le lancement du magazine est monté sur un coup de bluff. Hugh Hefner contacte les marques pour annoncer dans un magazine qu’il promet sexy et novateur… les fonds récoltés lui permettent de le produire. Le premier numéro sort le 1er décembre 1953, avec Marilyn Monroe en couverture. Il titre « Playboy, divertissement pour hommes » (Playboy, entertainment for men) et annonce « Pour la première fois en couleurs dans la presse, les fameux nus de Marilyn Monroe », mais n'a pas de date au cas où les ventes n'auraient pas été bonnes, Hefner pensant attendre plusieurs mois que ce premier numéro soit épuisé pour pouvoir lancer le second. C’est un succès immédiat. En quelques semaines, le titre se vend à plus de 50 000 exemplaires à 50 cents le numéro. Le second numéro est publié en janvier 1954.
Quelques grands auteurs contemporains ont publié leurs nouvelles dans Playboy. On peut citer Arthur C. Clarke, Ian Fleming, Vladimir Nabokov ou encore Margaret Atwood. Il est également connu pour sa ligne éditoriale sur la politique libertarienne.
De 1965 à 1989, le siège social se situe dans le Palmolive Building à Chicago renommé à l'occasion Playboy Building.
Dans les années 1970, le magazine vend presque 9,5 millions d’exemplaires à travers le monde, toutes éditions confondues. La meilleure vente est celle du numéro de novembre 1972 de l'édition américaine : 7 161 561 exemplaires. Pam Rawlings faisait la couverture. La concurrence est de plus en plus présente : Penthouse et Hustler dès les années 1970 puis d'autres titres comme FHM ou Maxim. Depuis, les ventes sont en déclin : quelques centaines de milliers par numéro, en 2019.
En janvier 2004, Playboy fête son 50e anniversaire. Il est toujours le leader du marché des magazines masculins, vendant 3 millions d’exemplaires par mois aux États-Unis.
En novembre 2009, Reuters révèle que le groupe Playboy, au vu du déficit de 8 millions de dollars qu'a coûté en 2009 l'édition du magazine, s'apprête à déléguer la majeure partie de la production du magazine à la société de média American Media Inc.. Le groupe conserve cependant la ligne éditoriale du magazine, mais doit faire face à une chute des ventes.
En décembre 2013, Playboy fête son soixantième anniversaire avec une couverture et une série de photos consacrées à Kate Moss,.
En octobre 2015, l'équipe de Playboy annonce qu'elle va cesser de publier des photos de nus à partir du numéro de mars 2016,.
L'expérience n'est guère concluante, car le magazine renoue avec la tradition des modèles intégralement dénudés à partir du numéro double de mars/avril 2017. La publication prend un rythme bimestriel, chaque numéro comprenant une Playmate pour chacun des deux mois.
Le 27 septembre 2017, Hugh Hefner, le fondateur de Playboy, meurt à l’âge de 91 ans.
En 2019, la publication du magazine devient trimestrielle, soit quatre numéros par an.
En mars 2020, la version papier cesse de paraître.

## Révolution sociologique
Dans un monde désormais régi par les images, le sexe, la transparence et la production d'informations, Playboy se destine aux hommes d'intérieur intéressés par le design. À sa création, il choque, dans une Amérique marquée par les valeurs familiales et le maccarthysme et où le père de famille modèle rentre tranquillement chaque soir dans son pavillon de banlieue. Il s'appuie sur trois figures mythiques de la virilité : le « libertin du XVIIIe siècle » à l'exemple de Casanova, le « dandy esthète et cultivé » comme George Brummell et Oscar Wilde (sans ses connotations homosexuelles) et le « teenager, consommateur amoral, amateur de sexe, drogues et rock'n roll ». Il fait entrer le plaisir de la consommation dans l'univers masculin, alors que celle-ci était jusque-là associée aux femmes.
Son modèle est l'homme célibataire, polygame, vivant dans un penthouse rempli de nouvelles technologies. La playmate (« Bunny girl ») est censée être multiple, contrairement au play-boy, unique ; elle s'oppose fondamentalement à la femme au foyer typique américaine.
Le manoir d'Hugh Hefner, où vivent une trentaine de jeunes filles (aux troisième et quatrième étages) devient un nouveau modèle de lieu érotique, visant à remplacer le pavillon de banlieue familial, qui s'était érigé dans l'après-guerre en « espace hétérosexuel dominant » ; le lieu (dont il a puisé l'inspiration chez l'architecte Ludwig Mies van der Rohe, qu'il meuble de pièces de designers et qu'il situe au centre-ville, à une époque où celui-ci est considéré comme mal-famé) est mis en valeur dans les pages du magazine. Le lit, jusque-là espace privé de repos, devient un lieu de vie et de communication à part entière, où Hefner passe désormais son temps, en robe de chambre et en pantoufles au milieu d'appareils modernes comme la télévision ou le système de surveillance vidéo ; à contrario de l'homme qui travaille à l'extérieur est désormais promu l'homme domestique.
Hefner achète son premier manoir à Chicago en 1959 (au premier étage duquel se trouve une salle de tournage, où sont montées les centaines d'heures de tournage du bâtiment, rempli désormais de caméras et qui furent plus tard montrées dans l'émission télévisée Playboy Penthouse) et son second à Los Angeles en 1971 (où est aménagé un jardin hippie rempli d'animaux vivant en liberté, ainsi qu'une grotte où furent tournés plusieurs films érotiques).

## Les symboles du magazine

### Le lapin
Le célèbre logo, qui représente un profil stylisé de lapin portant un nœud papillon de smoking, a été dessiné par l'artiste Art Paul pour le deuxième numéro du magazine et est apparu sur la couverture de chacun des numéros depuis. Le lapin est plus ou moins caché dans le graphisme de l'image de couverture et les lecteurs peuvent jouer à le retrouver.
Hefner a dit qu'il avait choisi le lapin comme mascotte pour sa « connotation sexuelle humoristique ». Le premier choix avait été un cerf à grands bois, et c'est au dernier moment que sa tête a été remplacée par celle du lapin.

### LesplaymatesdePlayboy

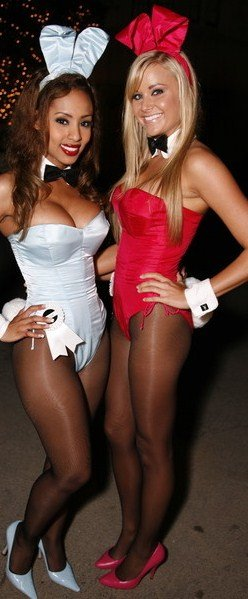
Ida Ljungqvist (PMOY 2009) et Kara Monaco (PMOY 2006).

La première playmate en novembre 1953 (alors appelée Sweetheart of the Month) était Marilyn Monroe. Elle fut rejointe assez rapidement par Jayne Mansfield.
Déjà pin-up depuis quelques années, Bettie Page devient playmate en janvier 1955.
Hugh Hefner popularisa The Girl Next Door (« La fille d'à côté ») en juillet 1955, alors qu'une secrétaire de Playboy, Janet Pilgrim posa pour le magazine. Elle fut playmate trois fois (un record), en juillet 1955, en décembre 1955 et en octobre 1956.
Une des images de référence en traitement d'images est issue de l'exemplaire de novembre 1972. Il s'agit de la page centrale, la photo de la playmate du mois, Lena Söderberg (plus couramment appelée Lenna).
Jeane Manson fut miss août 1974 avant de devenir chanteuse et actrice.
Pamela Anderson est la playmate qui est apparue le plus souvent sur la couverture du Playboy (14 fois de 1990 à 2016).

## Photographes
Avant de devenir réalisateur de films, Russ Meyer fut photographe pour Playboy pendant les premières années du magazine et sa femme, Eve Meyer, fut même playmate en 1955.

## Éditions

### Playboydans le monde

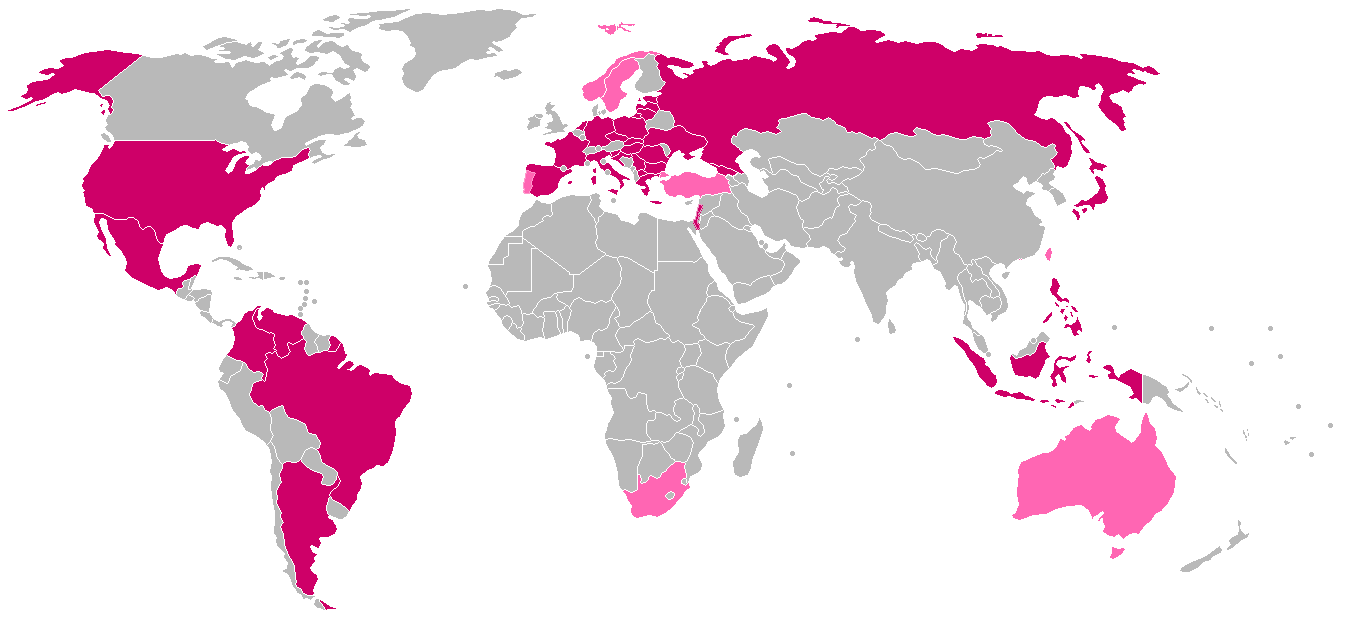
Distribution du magazine Playboy en 2009 :
en rose foncé, les pays où le magazine est distribué.
en rose clair, ceux où il ne l'est plus.

En plus de l'édition originale américaine dont il a pu se vendre environ 1,5 million d'exemplaires chaque mois, il a existé de nombreuses éditions locales publiées dans différents pays ainsi qu'une édition en braille publiée depuis 1970 aux États-Unis par la Bibliothèque du Congrès.
Chaque édition locale a une politique éditoriale qui lui est propre, même si de nombreux échanges se font d'un pays à l'autre, et particulièrement depuis l'édition américaine. En particulier, les playmates peuvent être particulières à l'édition locale, même si les playmates américaines apparaissent souvent dans ces publications étrangères - et en fonction des réglementations de chaque pays.
Voici la liste des éditions locales existantes ou ayant existé
- Afrique du Sud
- Allemagne
- Argentine
- Australie
- Autriche
- Brésil
- Bulgarie
- Colombie
- Corée du Sud
- Croatie
- Espagne
- Estonie
- France
- Géorgie
- Grèce
- Hong Kong
- Hongrie
- Indonésie
- Israël
- Italie
- Japon
- Lettonie
- Lituanie
- Macédoine
- Mexique
- Mongolie
- Norvège
- Pays-Bas
- Philippines
- Pologne
- Portugal
- Roumanie
- Russie
- Serbie
- Singapour
- Slovaquie
- Slovénie
- Suède
- Taïwan
- Tchéquie
- Thaïlande
- Turquie
- Ukraine
- États-Unis
- Venezuela
- Amérique Latine

### Édition française
La version française apparaît en 1973 sous l'égide de Daniel Filipacchi (qui avait créé Lui dix ans auparavant) alors que l'édition américaine se vend en France à environ 60 000 exemplaires. Durant les premières années, le magazine réussit à attirer en couverture quelques actrices françaises de premier plan : Brigitte Fossey (1976), Jane Birkin (1976 et 1982), Nicole Calfan (1978), Marie-France Pisier (1979), Romy Schneider (1980), Anne Parillaud (1981), Dominique Laffin (1982).
En 1985, le magazine change d'éditeur et redémarre sa numérotation. Un slogan apparaît en couverture, « Tous les plaisirs de l'homme », au-dessus d'actrices françaises (Nathalie Baye, Zabou Breitman et Arielle Dombasle) et quelques chanteuses (Elli Medeiros et Caroline Loeb). La fin des années 1980 est également marquée par le défilé de Coco-girls.
En 1989, seuls quelques numéros ont paru avec la mention « Édition spéciale ».
Le tournant des années 1990 est particulièrement marqué par une chute des ventes.
Une nouvelle série débute en 1991 (Chicago Éditions). Nouveau slogan à la fin des années 1990 : « le magazine aux longues oreilles ». Les couvertures sont plus similaires à l'édition américaine de la même période : Sharon Stone, Pamela Anderson, Anna Nicole Smith, Shannen Doherty. À partir de 1995, quelques célébrités françaises apparaissent de temps à autre : Draghixa, Ophélie Winter, Lio, Béatrice Dalle et Julie Pietri.
Depuis avril 2000, une nouvelle série de l'édition française de Playboy est publiée par le Groupe 1633 (qui publie également les magazines Rolling Stone, FHM et Newlook).
En octobre 2007, Playboy inaugure une nouvelle formule « en s'inspirant de l'esprit d'origine et de l'âge d'or du lapin, l'ambition est de faire un magazine à l'image de la France et de sa capitale : glamour et sexy, intelligent et populaire » selon le rédacteur en chef. Certaines célébrités françaises ont fait la couverture : Ludivine Sagnier, Lou Doillon, Isild Le Besco, Emma de Caunes, Juliette Binoche, mais aussi la Belge Helena Noguerra…
À partir de 2009, sa périodicité est bimestrielle et ses numéros sont thématiques. L'édition française de Playboy est suspendue en janvier 2011.
En décembre 2016, une nouvelle édition ressort dans les kiosques. Le magazine est désormais trimestriel et sans nudité frontale.

### Éditions spéciales
Le succès du magazine Playboy a motivé la publication d'autres magazines tels que des hors-séries et d'autres séries comme Playboy's Book of Lingerie ou encore Playboy's Vixens.
Depuis 1986, une édition spéciale présente une rétrospective des playmates de l'année précédente (soit 1985 en 1986) intitulée Playboy's playmate review présentant pour chacune d'elles plusieurs pages avec des photos inédites. 
En France, le magazine Les Filles de Playboy a été publié jusqu'en 2014.

## Documentaires
- 1967 : Des lapins et des hommes[30] (14 min 45 s). Diffusé dans Zoom le 31 janvier 1967.
- 2007 : Let's play boys[31] (90 min, Florianfilm, André Schäfer, Ingmar Trost). Diffusé sur Arte le 25 mai 2008.